# Онсет (Массачусетс)
Онсет (англ. Onset) — переписна місцевість (CDP) в США, в окрузі Плімут штату Массачусетс. Населення — 1617 осіб (2020).

## Географія
Онсет розташований за координатами 41°44′48″ пн. ш. 70°39′59″ зх. д. / 41.74667° пн. ш. 70.66639° зх. д. (41.746778, -70.666277).  За даними Бюро перепису населення США в 2010 році переписна місцевість мала площу 3,35 км², з яких 2,79 км² — суходіл та 0,56 км² — водойми.

## Демографія
Згідно з переписом 2010 року, у переписній місцевості мешкали 1573 особи в 720 домогосподарствах у складі 390 родин. Густота населення становила 469 осіб/км².  Було 1259 помешкань (376/км²).
Расовий склад населення:
| - 70,5 % — білих - 9,9 % — чорних або афроамериканців - 1,0 % — азіатів - 0,6 % — корінних американців - 9,3 % — осіб інших рас |

До двох чи більше рас належало 8,6 %. Частка іспаномовних становила 2,4 % від усіх жителів.
За віковим діапазоном населення розподілялося таким чином: 18,8 % — особи молодші 18 років, 63,1 % — особи у віці 18—64 років, 18,1 % — особи у віці 65 років та старші. Медіана віку мешканця становила 45,7 року. На 100 осіб жіночої статі у переписній місцевості припадало 95,6 чоловіків;  на 100 жінок у віці від 18 років та старших — 87,4 чоловіків також старших 18 років.
За межею бідності перебувало 18,1 % осіб, у тому числі 55,2 % дітей у віці до 18 років та 7,3 % осіб у віці 65 років та старших.
Цивільне працевлаштоване населення становило 504 особи. Основні галузі зайнятості: освіта, охорона здоров'я та соціальна допомога — 32,1 %, мистецтво, розваги та відпочинок — 16,3 %, роздрібна торгівля — 11,7 %, фінанси, страхування та нерухомість — 9,5 %.